# Joncels
Joncels är en kommun i departementet Hérault i regionen Occitanien i södra Frankrike. Kommunen ligger i kantonen Lunas som tillhör arrondissementet Lodève. År 2022 hade Joncels 261 invånare.

## Befolkningsutveckling
Antalet invånare i kommunen Joncels
Referens:INSEE